# František Havel (generál)
František Havel (23. srpna 1883 Cukmantl (dnes Zlaté Hory) nebo Teplice – 20. dubna 1958 Praha) byl československý brigádní generál.

## Život
Havel studoval a následně vystudoval Vysokou školu technickou v Praze. V první světové válce se zúčastnil bojů na ruské frontě, kde roku 1915 padl do zajetí. V roce 1916 vstoupil do československých legií. Známé je jeho velení vítězné bitvě proti bolševikům na Mechové hoře 1. června 1918 (v níž padl i kapelník 1. pluku hudební skladatel Jaroslav Novotný), krátce po napadení štábního vlaku 1. pluku u Zlatoústu, při němž byl zákeřně zavražděn praporčík Zanáška.
Po válce byl přidělen do Prahy k Zemskému vojenskému velitelství. Roku 1924 byl povýšen a získal hodnost generála. Od roku 1931 působil na Ministerstvu národní obrany. Zde setrval až do německé okupace.

## Vyznamenání
| Řád sokola, vojenská skupina s meči     | Řád sokola, vojenská skupina s meči     |
| Válečný kříž                            | Válečný kříž                            |
| Československý válečný kříž 1939        | Československý válečný kříž 1939        |
| Československá revoluční medaile        | Československá revoluční medaile        |
| Medaile vítězství                       | Československá medaile Vítězství        |
| Řád čestné legie, IV. třídy – důstojník | Řád čestné legie, IV. třídy – důstojník |